# (1343) Nicole
Pour les articles homonymes, voir Nicole.
(1343) Nicole est un astéroïde de la ceinture principale, située entre Mars et Jupiter.

## Découverte
Il a été découvert le 29 mars 1935 à l'observatoire d'Alger par Louis Boyer qui le nomma du prénom de sa nièce. Sa désignation provisoire est 1935 FC.

## Caractéristique
(1343) Nicole mesure 24 km, est de magnitude 10,9 et tourne sur lui-même en 70 heures.